# Napoléon Joseph Léon Duchâtel
Pour les articles homonymes, voir Duchatel.
 (mars 2019).
Si vous disposez d'ouvrages ou d'articles de référence ou si vous connaissez des sites web de qualité traitant du thème abordé ici, merci de compléter l'article en donnant les références utiles à sa vérifiabilité et en les liant à la section « Notes et références ».
Le vicomte Napoléon Joseph Léon Duchâtel, né à Paris le 5 août 1804 et mort dans la même ville le 3 janvier 1884, est un haut fonctionnaire et homme politique français.

## Biographie
Second fils de Marie Antoinette Adèle Papin et du comte Charles Jacques Nicolas Duchâtel, qui fut notamment directeur général de l'administration de l'Enregistrement et des Domaines sous l'Empire et pair de France sous la monarchie de Juillet.
Napoléon Joseph Léon Duchâtel entra à l'École spéciale militaire de Saint-Cyr et devint capitaine d'état-major. 
Il quitta l'armée après la Révolution de Juillet. Le 13 décembre 1834, il fut élu député par le 5e collège électoral de la Charente-Inférieure (Marennes) en remplacement de son frère, Tanneguy Duchâtel, qui avait opté pour le 4e collège (Jonzac). 
Il siégea dans la majorité ministérielle jusqu'à sa nomination comme préfet des Basses-Pyrénées (1837-1842), puis préfet de la Haute-Garonne (1842-1845). Il fut alors nommé pair de France le 4 mai 1845.
Il quitta la vie publique après la Révolution de 1848.